# Arotes decorus
Arotes decorus är en stekelart som först beskrevs av Thomas Say 1835.  Arotes decorus ingår i släktet Arotes och familjen brokparasitsteklar. Inga underarter finns listade.